# Badley
Badley är en by och en civil parish i Mid Suffolk i Suffolk i England. Orten har 79 invånare (2001). Byn nämndes i Domedagsboken (Domesday Book) år 1086, och kallades då Badele(i)a.